# تاريخ جامعة الدول العربية

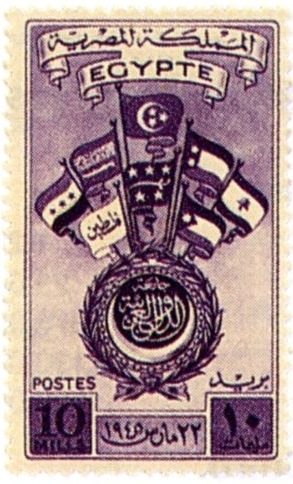
انشاء ختم تذكاري لجامعة الدول العربية. أعلام الدول الثماني التي تم تأسيسها: مملكة مصر، المملكة العربية السعودية، المملكة المتوكلية اليمنية، المملكة الهاشمية السورية، المملكة الهاشمية في العراق، المملكة الهاشمية الأردنية، الجمهورية اللبنانية وفلسطين

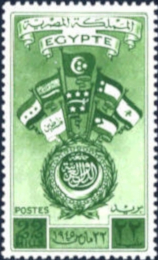
انشاء ختم تذكاري لجامعة الدول العربية. أعلام الدول الثماني التي تم تأسيسها: مملكة مصر، المملكة العربية السعودية، مملكة موتواكيليت اليمنية، المملكة الهاشمية السورية، المملكة الهاشمية في العراق، المملكة الهاشمية الأردنية، الجمهورية اللبنانية وفلسطين

في سنواتها الأولى، ركزت جامعة الدول العربية بشكل أساسي على البرامج الاقتصادية والثقافية والاجتماعية. في عام 1959، عقدت أول مؤتمر للبترول العربي، وفي عام 1964، أنشأت المنظمة العربية للتربية والثقافة والعلوم. في عام 1974، على الرغم من اعتراضات الأردن، اعترفت الرابطة بمنظمة التحرير الفلسطينية باعتبارها الممثل الشرعي الوحيد لجميع الفلسطينيين.
أضعفت العصبة على مر السنين بسبب الانقسامات الداخلية حول القضايا السياسية، خاصة تلك المتعلقة بإسرائيل والفلسطينيين ثم فيما بعد بسبب حروب الخليج الثلاث.  بعد أن وقعت مصر معاهدة سلام منفصلة مع إسرائيل في 26 مارس 1979، وغيرها اجتمع أعضاء الجامعة العربية في بغداد وصوتوا لتعليق عضوية مصر ونقل مقر الجامعة من القاهرة إلى تونس. في مايو 1989 ، بعد تسع سنوات، تم قبول مصر واستئناف عضويتها. عاد المقر إلى القاهرة في عام 1990. وكانت هذه الخطوة موضع خلاف حاد حيث كان أعضاء الجامعة منقسمين بشدة على أزمة الكويت والدعوة التي وجهتها المملكة العربية السعودية إلى الولايات المتحدة، والتي سمحت بالتراكم العسكري الأجنبي في المقاطعة الشرقية. أصيبت الجامعة بالشلل بفعل اندلاع الأزمة الخليجية، وأصبح مستقبلها كمنظمة إقليمية شديد الغموض.
حتى الحرب الإسرائيلية اللبنانية في صيف عام 2006، بدأت الجامعة في اتخاذ خطوات إيجابية وبدأت في استعادة الاحترام مع الجمهور العربي ووسائل الإعلام.

## المؤسسة
ينظر المواطنون العرب عمومًا إلى أنفسهم على أنهم شعب واحد منقسم بين عدد من الدول التي لها تاريخ وجغرافيا ولغة وثقافة ومصالح اجتماعية اقتصادية تدفعهم إلى تشكيل أمة عربية واحدة عظيمة (العروبة). أدركت الإمبراطورية البريطانية هذا في أوائل القرن العشرين، مما ساعدهم على تأمين تعاون العرب، مما دفعهم إلى التمرد (الثورة العربية) ضد الإمبراطورية العثمانية التركية خلال الحرب العالمية الأولى. وعد البريطانيون بمساعدة العرب على تأسيس المملكة العربية المتحدة تحت حكم شريف حسين من مكة، والتي ستشمل الجزء الآسيوي من العالم العربي (بما في ذلك شبه الجزيرة العربية الحديثة، العراق، سوريا، لبنان، فلسطين، إسرائيل والأردن). بعد الفوز في الحرب، وخيانة البريطانيين شريف حسين وبدلاً من ذلك ساعدت في تقسيم المنطقة إلى دول صغيرة، وتنفيذ سياسة "فرق تسد (اتفاقية سايكس بيكو)
احتاج البريطانيون إلى التعاون العربي مرة أخرى خلال الحرب العالمية الثانية، وعادوا مرة أخرى للعب ورقة العروبة عن طريق تشجيع تشكيل الجامعة. يعتقد العديد من المثقفين العرب أن البريطانيين لا يريدون أن تتصرف الجامعة كخطوة نحو الوحدة العربية، ولكن في الواقع استخدمت الجامعة لمنعها.

## الأسماء المقترحة
قدمت عدة اقتراحات لاسم المنظمة: اقترح العراق الاتحاد العربي؛ سوريا اقترحت التحالف العربي. ومصر اقترحت الجامعة العربية. تم اعتماد اقتراح مصر، وتم تعديله لاحقًا إلى جامعة الدول العربية.

## جدول زمني
1942: المملكة المتحدة تروج لفكرة جامعة عربية في محاولة لكسب العرب كحلفاء في الحرب ضد ألمانيا.
1944: ممثلون رسميون من مصر والعراق ولبنان واليمن الشمالي والسعودية وشرق الأردن يجتمعون في الإسكندرية، مصر، ويوافقون على تشكيل جامعة الدول العربية.
1945: وقعت الدول العربية على ميثاق جامعة الدول العربية، الذي افتتح رسميا الجامعة.
1945: أعلنت الدول الأعضاء في جامعة الدول العربية مقاطعة الأعمال اليهودية في فلسطين (استمرت بعد قيام إسرائيل بمقاطعة الجامعة العربية).
1946: توقيع أعضاء جامعة الدول العربية على المعاهدة الثقافية.
1947: اعتمدت جامعة الدول العربية «مشروع القانون» الذي يحكم نزع ملكية اليهود وتجريدهم من الجنسية واحتجازهم في دول الجامعة العربية.
1948: حرب 1948
1950: أعضاء الرابطة يوقعون على معاهدة الدفاع المشترك والتعاون الاقتصادي.
1953: أعضاء ينشئون المجلس الاقتصادي والاجتماعي؛ ليبيا تنضم لجامعة الدول العربية.
1956: انضمام السودان إلى جامعة الدول العربية.
1958: انضمام المغرب وتونس للجامعة العربية؛ تعترف الأمم المتحدة بالجامعة وتصفها بأنها منظمة الأمم المتحدة للتعليم والعلوم والثقافة في المنطقة العربية.
1961: انضمام الكويت إلى جامعة الدول العربية.
1962: انضمام الجزائر إلى الجامعة العربية.
1964: انعقاد القمة الأولى في القاهرة. نماذج المنظمة العربية للتربية والثقافة والعلوم (ALECSO)؛ قمة الجامعة الثانية في الخريف ترحب بتأسيس منظمة التحرير الفلسطينية.
1967: انضمام جنوب اليمن إلى الجامعة العربية.
1967: قمة جامعة الدول العربية تعقد في الخرطوم، صدر قرار الخرطوم.
1971: انضمام عمان والبحرين وقطر والإمارات العربية المتحدة إلى الجامعة العربية.
1973: انضمام موريتانيا لجامعة الدول العربية.
1974: انضمام الصومال وفلسطين (ممثلة بمنظمة التحرير الفلسطينية) إلى جامعة الدول العربية.
1976: قمة جامعة الدول العربية في القاهرة تسمح بتشكيل ونشر قوة حفظ سلام عربية، خاصة سوريا، في لبنان.
1977: انضمام جيبوتي إلى جامعة الدول العربية.
1979: علقت العصبة عضوية مصر في أعقاب زيارة الرئيس أنور السادات للقدس واتفاق السلام المصري مع إسرائيل؛ الجامعة العربية تنقل مقرها إلى تونس
1987: جامعة الدول العربية تؤيد بالإجماع بيانًا حول دفاع العراق عن حقوقه المشروعة في نزاعه مع إيران.
1989: أعادت الرابطة قبول مصر كعضو؛ يعود مقر الجامعة إلى القاهرة.
1990 (مايو): اجتماع قمة في بغداد ينتقد الجهود الغربية لمنع العراق من تطوير تكنولوجيا الأسلحة المتقدمة.
1990 (أغسطس): في قمة طارئة، تدين 12 دولة من أصل 20 دولة الغزو العراقي للكويت؛ انضمام اليمن الموحد لجامعة الدول العربية.
1993: انضمام جزر القمر إلى جامعة الدول العربية.
1994: جامعة الدول العربية تدين قرار مجلس التعاون الخليجي بإنهاء الحصار التجاري الثانوي والثالث على إسرائيل، وتصر على أن مجلس الجامعة العربية فقط هو الذي يستطيع إجراء مثل هذا التغيير في السياسة، ولا يمكن للدول الأعضاء التصرف بشكل مستقل في مثل هذه الأمور.
1996: قرر مجلس جامعة الدول العربية أن يتشارك العراق وسوريا وتركيا في مياه نهري دجلة والفرات بينهما. (جاء ذلك بعد شكاوى من سوريا والعراق من أن أعمال البناء المكثفة في جنوب تركيا قد بدأت في تقييد إمدادات المياه).
1998: الأمين العام لجامعة الدول العربية يدين استخدام القوة أو التهديد باستخدامها ضد العراق؛ وزراء الداخلية والعدل بجامعة الدول العربية يوقعون اتفاقية لتعزيز التعاون ضد الإرهاب؛ جامعة الدول العربية تدين الهجمات بالقنابل على السفارات الأمريكية في كينيا وتنزانيا والهجمات الصاروخية الأمريكية على أفغانستان والسودان.
2002: مبادرة السلام العربية. خلال قمة سنوية في بيروت في مارس، تقترح الجامعة العربية التطبيع الكامل للعلاقات مع إسرائيل في مقابل الانسحاب الإسرائيلي إلى حدود عام 1967 المعترف بها دولياً، مما يعني إخلاء إسرائيل للضفة الغربية وقطاع غزة والقدس الشرقية وهضبة الجولان وحل عادل تفاوضي لعودة اللاجئين الفلسطينيين وذريتهم إلى وطنهم.
2002: الزعيم الليبي معمر القذافي يهدد بالانسحاب من الجامعة بسبب «العجز العربي» في حل الأزمات بين الولايات المتحدة والعراق والصراع الإسرائيلي الفلسطيني.
2003: صوتت العصبة، 21-1، لصالح قرار يطالب بالترحيل الفوري وغير المشروط للجنود الأمريكيين والبريطانيين من العراق. (الكويت تدلي بصوتها المعارض الوحيد).
2006: قرر أعضاء جامعة الدول العربية كسر العقوبات المفروضة على حكومة حماس الفلسطينية، من خلال السماح لمصارفها بالعمل داخل قطاع غزة، رداً على حادث مدان على نطاق واسع في بيت حانون، على يد القوات الإسرائيلية.
2007: وفد من جامعة الدول العربية يزور دولة إسرائيل لأول مرة في التاريخ، لمناقشة مبادرة السلام العربية التي أعيد تأكيدها من قبل الجامعة وكذلك التهديد الذي تمثله حماس وغيرها من المتطرفين الإسلاميين.
2011: جنوب السودان ذي الأغلبية السوداء يصوت لصالح الانفصال عن السودان الذي تقوده العروبة. الثورات تسقط حكومتي تونس ومصر. جامعة الدول العربية تعلق ليبيا بعد أن رد نظام القذافي على المظاهرات في جميع أنحاء البلاد من خلال إصدار أوامر للجيش بمهاجمة المحتجين. يتم رفع التعليق بعد الإطاحة القذافي. الجامعة العربية تعلق سوريا في نوفمبر 2011 بسبب حملتها القمعية ضد المحتجين.
2017: الجامعة العربية تعرب عن قلقها البالغ إزاء السد الذي تبنيه إثيوبيا على النيل الأزرق.